# Loi orale
Une loi orale est un code de conduite en usage dans une culture, une religion ou un groupe donné, par lequel un ensemble de règles de conduite humaine sont transmises par tradition orale et respectées en pratique, ou non.
Beaucoup de cultures possèdent une loi orale, alors que les systèmes légaux les plus contemporains s'appuient sur une organisation écrite plus formelle. La tradition orale (du  Latin tradere = transmettre) est l'instrument de transmission typique des codes oraux ou constitue, plus généralement, l'ensemble de ce qu'une culture transmet d'elle-même aux générations futures, « de père en fils ». Ce type de transmission peut être le fait d'un manque d'autre moyens (sociétés illettrées ou criminelles) ou être expressément requis par cette loi elle-même (sociétés secrètes, etc.).

## La loi orale en jurisprudence
D'un point de vue légal, une loi orale peut être :
- une habitude, ou une coutume possédant une importance légale, ou lorsque la loi formelle y fait expressément référence (mais dans ce dernier cas, il s'agit d'une source indirecte de droits et devoirs légaux) ;
- un ordre ou commandement oral ayant force de loi (dans la plupart des systèmes légaux occidentaux modernes, certaines dispositions peuvent être prises par oral dans des cas d'urgence).

Le Royaume-Uni a une constitution non écrite, de fait une coutume[réf. nécessaire].
Une loi orale, entendu comme un corpus de lois, peut être admise en jurisprudence, tant qu'elle montre une certaine efficacité, et nécessite donc d'être publique, que l'action humaine soit évaluée par un juge (qui produit ordinairement une sentence au sujet de l'interprétation générale de la loi), et une sanction doit être mise en pratique en cas de violation. 
Certaines lois orales peuvent fournir tous ces éléments (par exemple, certains codes de conduite en usage dans des associations criminelles comme la mafia ont une loi bien connue (du milieu), un juge et une condamnation), tandis que d'autres ne le peuvent pas.

## Loi orale dans le judaïsme
Bien que le terme hébreu « Torah » soit souvent rendu en Français par « Loi », son sens véritable est plus proche d'« Instruction » ou « Enseignement ». Le judaïsme rabbinique enseigne que les Livres du Tanakh furent transmis en parallèle avec une tradition orale, transmise par les érudits et chefs religieux de chaque génération. 
Donc, dans le judaïsme, l'« Instruction Écrite » (Torah she-bi-khtav תורה שבכתב) comprend la Torah et le reste du Tanakh, alors que l'« Instruction Orale » (Torah she-be'al peh תורה שבעל פה), qui n'est rien d'autre que son exégèse, finit par être compilée dans le Talmud (litt. « Étude ») et les Midrashim (litt. « Exégèses »). L'interprétation de la Torah orale est donc considérée comme ayant la même autorité que la Torah Écrite. De plus, la Halakha (lit. « la Voie », fréquemment rendu par la « Loi juive ») est basée tant sur l'« Instruction Orale » que l'« Instruction Écrite ». La loi et la tradition juive (rabbinique) ne sont donc pas basées sur la lecture littérale du Tanakh, mais sur la combinaison de traditions orales et écrites.